# Destiny (musikalbum av Stratovarius)
Destiny är det finska power metal-bandet Stratovarius sjunde studioalbum, utgivet i oktober 1998 på T&T Records och i Japan på Victor i september. År 2020 gavs skivan ut i remastrad version i Sydkorea.
Albumet föregicks av singeln "S.O.S." som släpptes i september 1998.

## Låtlista
1. "Destiny" – 10:15
2. "S.O.S." – 4:15
3. "No Turning Back" – 4:22
4. "4000 Rainy Nights" – 6:00
5. "Rebel" – 4:16
6. "Years Go By" – 5:15
7. "Playing With Fire" – 4:15
8. "Venus in the Morning" – 5:35
9. "Anthem of the World" – 9:31

Bonusspår på europeiska utgåvan
1. "Cold Winter Nights" – 5:13

Bonusspår på japanska utgåvan
1. "Dream with Me" – 5:12

Bonusspår på sydkoreanska utgåvan
1. "Cold Winter Nights" – 5:13
2. "Dream with Me" – 5:12
3. "Blackout" (Scorpions-cover) – 4:11

## Medverkande
Musiker
- Timo Kotipelto – sång
- Timo Tolkki – gitarr
- Jari Kainulainen – basgitarr
- Jens Johansson – keyboard
- Jörg Michael – trummor

Bidragande musiker
- Eicca Toppinen – stråkar
- Max Savikangas – stråkar
- Mr. Unknown – stråkar
- Sanna Salmenkallio – stråkar
- Cantores Minores – körsång

Produktion
- Timo Tolkki – producent, inspelningstekniker
- Mikko Karmila – mixning, inspelningstekniker
- Mika Jusslia – mastering
- Pauli Saastamoinen – mastering
- Marco Bernard – omslagskonst
- Rade Puolakka – layout
- Dick Lindberg – foto